# Murcia caucasica
Murcia caucasica är en kvalsterart som först beskrevs av Shaldybina 1971.  Murcia caucasica ingår i släktet Murcia och familjen Ceratozetidae. Inga underarter finns listade i Catalogue of Life.